# Elena Adelaida de Schleswig-Holstein-Sonderburg-Glücksburg
Elena Adelaida de Schleswig-Holstein-Sonderburg-Glücksburg (Grünholz, 1 de junio de 1888-Hellerup, 30 de junio de 1962) fue la tercera hija del duque Federico Fernando de Schleswig-Holstein y de su esposa, la princesa Carolina Matilde de Schleswig-Holstein-Sonderburg-Augustenburg. Fue princesa de Dinamarca por medio de su matrimonio con el príncipe Haroldo de Dinamarca.

## Matrimonio y descendencia
Elena Adelaida se casó con el príncipe Haroldo de Dinamarca, cuarto hijo y tercer varón del rey Federico VIII de Dinamarca y de su esposa, la princesa Luisa de Suecia y Noruega el 28 de abril de 1909 en Glücksburg, Schleswig-Holstein, Alemania. Elena Adelaida y Haroldo tuvieron cinco hijos:
- Su Alteza Real Feodora (Jægersborghus, 3 de julio de 1910-Bückeburg, 17 de marzo de 1975), se casó con su primo carnal, el príncipe Cristián de Schaumburg-Lippe; tuvieron descendencia.

- Su Alteza Real Carolina Matilde (Jægersborghus, 27 de abril de 1912-Sorgenfri, 12 de diciembre de 1995), se casó con su primo carnal, el príncipe Canuto de Dinamarca; tuvieron descendencia.

- Su Alteza Real Alejandrina Luisa (Jægersborghus, 12 de diciembre de 1914-Copenhague, el 26 de abril de 1962), se casó con el conde Leopoldo de Castell-Castell; tuvieron descendencia.

- Su Alteza Real Gorm (Jægersborghus, 24 de febrero de 1919-Copenhague, 26 de diciembre de 1991), no se casó ni tuvo descendencia.

- Su Alteza Real Olaf[3] (Copenhague, 10 de marzo de 1923-19 de diciembre de 1990), se casó en primeras nupcias con Annie Helene "Dorrit" Puggard-Müller y después con Lis Wulff-Juergensen; tuvo descendencia. Debido a sus matrimonios morganáticos perdió su tratamiento y le fue concedido el de Su Excelencia el conde Olaf de Rosenborg.

## Títulos, tratamientos, honores y armas

### Títulos y tratamientos
| ● 1 de junio de 1888-28 de abril de 1909:  | Su alteza real la princesa Elena Adelaida de Schleswig-Holstein-Sonderburg-Glücksburg |
| ● 28 de abril de 1909-30 de junio de 1962: | Su alteza real la princesa Elena Adelaida de Dinamarca                                |